# Daytona 500 1961

Streckenlayout

Das Daytona 500 1961 fand am 26. Februar 1961 statt und war das fünfte Rennen der NASCAR Grand National Series 1961.

## Hintergrund
Eine Woche vor dem Daytona 500 fand das erste 150-Meilen-Rennen für Kompaktwagen statt. Lee Petty gewann das Rennen auf der 3,1 Meilen langen Infield-Strecke in einem 1960er Valiant mit einer Durchschnittsgeschwindigkeit von 134,454 km/h. Während des Rennens kippte Joe Weatherly mit seinem 1960er Falcon um, blieb aber unverletzt. 
Weatherly gewann später ein 10-Runden-Rennen über 40 Kilometer auf dem 4 Kilometer langen Tri-Oval, auch „Race of Champions“ genannt. Er überholte in der letzten Runde Fireball Roberts knapp auf der Ziellinie.

## Rennen

### Qualifying
Die beiden Qualifikationsrennen zur Festlegung der Startaufstellung wurden von mehreren Unfällen überschattet, bei denen mindestens ein Fan und sieben Fahrer verletzt wurden. Insgesamt waren 34 Fahrer für das erste Qualifikationsrennen und 33 für das zweite vorgesehen. Die 20 Erstplatzierten jedes Rennens sicherten sich einen Startplatz für das 500-Meilen-Rennen, wobei die Sieger der Qualifikationsrennen jeweils 5.000 Dollar erhielten. Die besten Zeitfahrer erhielten die ersten beiden Startplätze.
Zu Beginn des ersten Rennens kollidierten Dave Mader und Wes Morgan, wobei sich Morgans Auto in der vierten Kurve sieben Mal überschlug. Sowohl Lee Petty als auch sein Sohn Richard Petty verunglückten während ihrer 100-Meilen-Qualifikationsrennen. Richard Petty durchbrach in der ersten Qualifikation die Leitplanke und zog sich einen verstauchten Knöchel zu, wodurch er nicht am Daytona 500 teilnehmen konnte. Der Unfall geschah, als Junior Johnson die Kontrolle verlor, weil Trümmerteile eines früheren Unfalls einen Reifen aufgeschlitzt hatten. Johnson kollidierte mit dem Auto von Petty, was bei Johnson eine schwere Kinnverletzung und bei Petty Glassplitter im Auge zur Folge hatte. Der Unfall führte zu einer von fünf Verwarnungen im ersten 40-Runden-Qualifikationsrennen, das aufgrund von Unfällen an beiden Enden der Strecke verkürzt wurde.
Im zweiten Rennen kollidierte Lee Petty mit Johnny Beauchamp, als Beauchamp Pettys hintere Stoßstange traf, wodurch beide Autos durch die Leitplanke geschleudert und zerstört wurden. Der Unfall begann, als Banjo Matthews, der das Rennen anführte, die Kontrolle verlor und sich vor dem Feld drehte. Lee Petty erlitt lebensbedrohliche Verletzungen darunter eine durchstochene Lunge. Er musste seine Fahrerkarriere daraufhin beenden.

### Rennen
Fireball Roberts startete von der Pole Position für das 500-Meilen-Rennen, während Joe Weatherly neben ihm in der ersten Reihe stand. Roberts führte das Rennen bis zur 12. Runde an, bevor Banjo Matthews die Führung übernahm. In den ersten 42 Runden wechselte die Führung mehrmals zwischen Roberts, Matthews, Junior Johnson und Nelson Stacy. In der 43. Runde übernahm Roberts dann die Führung.
Obwohl Richard Petty nicht offiziell am Rennen teilnahm, fuhr er als Ersatz für Bob Wellborn von Runde 120 bis 169. In Runde 182 touchierte Darel Dieringer den äußeren Zaun, konnte sein Auto jedoch rechtzeitig reparieren, um das Rennen zu beenden.
Die Führung wechselte insgesamt neun Mal zwischen fünf Fahrern, und das Rennen verlief ohne eine einzige Verwarnung. Roberts führte insgesamt 170 der 200 Runden an. In der 187. Runde fiel jedoch sein Motor aus, obwohl er mehr als zwei Runden Vorsprung auf seinen zweitplatzierten Teamkollegen Marvin Panch hatte. Panch übernahm 13 Runden vor Schluss die Führung und gewann das Rennen 16 Sekunden vor Joe Weatherly.

## Ergebnisse

### Schlussklassement
| Pos. | Fahrer            |
| ---- | ----------------- |
| 01   | Marvin Panch      |
| 02   | Joe Weatherly     |
| 03   | Paul Goldsmith    |
| 04   | Fred Lorenzen     |
| 05   | Cotton Owens      |
| 06   | Jack Smith        |
| 07   | Ned Jarrett       |
| 08   | Johnny Allen      |
| 09   | Buck Baker        |
| 10   | Tom Pistone       |
| 11   | Bob Welborn       |
| 12   | Rex White         |
| 13   | Jim Reed          |
| 14   | Sal Tovella       |
| 15   | Charlie Glotzbach |
| 16   | Darel Dieringer   |
| 17   | Tom Dill          |
| 18   | Emanuel Zervakis  |
| 19   | Joe Kelly         |
| 20   | Fireball Roberts  |
| 21   | David Pearson     |
| 22   | Friday Hassler    |
| 23   | Elmo Henderson    |
| 24   | Tim Flock         |
| 25   | Elmo Langley      |
| 26   | Harlan Richardson |
| 27   | Banjo Matthews    |
| 28   | Robert Roeber     |
| 29   | Ed Livingston     |
| 30   | Jimmy Pardue      |
| 31   | Bobby Allison     |
| 32   | Paul Parks        |
| 33   | Roscoe Thompson   |
| 34   | Herman Beam       |
| 35   | Reb Wickersham    |
| 36   | Bob Burdick       |
| 37   | Joe Lee Johnson   |
| 38   | Larry Frank       |
| 39   | Paul Lewis        |
| 40   | Buddy Baker       |
| 41   | Marshall Sargent  |
| 42   | Brian Naylor      |
| 43   | Ed Markstellar    |
| 44   | Nelson Stacy      |
| 45   | Tommy Irwin       |
| 46   | Darrell Dake      |
| 47   | Junior Johnson    |
| 48   | Red Hollingsworth |
| 49   | Jim Paschal       |
| 50   | Bobby Johns       |
| 51   | George Tet        |
| 52   | T. C. Hunt        |
| 53   | Curtis Crider     |
| 54   | Don O’Dell        |
| 55   | Curtis Turner     |
| 56   | Wilbur Rakestraw  |
| 57   | Ernie Gahan       |
| 58   | Ken Johnson       |